# 1686 w literaturze
Wydarzenia literackie w 1686 roku.

## Nowe książki
- Sarah Fyge Egerton, The Female Advocate

## Nowe poezje
- polskie
- zagraniczne